# Galaxias parvus
Galaxias parvus é uma espécie de peixe da família Galaxiidae.
É endémica da Austrália.